# Hösel
Hösel ist ein Stadtteil der Stadt Ratingen in Nordrhein-Westfalen. Er liegt im Nordosten der Stadt und ist von ihr durch den Höseler Forst getrennt. Südlich von Hösel liegt der Ratinger Stadtteil Eggerscheidt, im Osten grenzt Hösel an Heiligenhaus.

## Geschichte

### Eingemeindung
Am 1. August 1929 wurde das Amt Angermund aufgelöst und das neue Amt Ratingen Land gegründet, zu dem dann auch Hösel gehörte. 1950 wurde dieses in Amt Angerland umbenannt. Im Zuge der kommunalen Neugliederung wurde Hösel am 1. Januar 1975 in die Stadt Ratingen eingemeindet.

### Einwohnerentwicklung

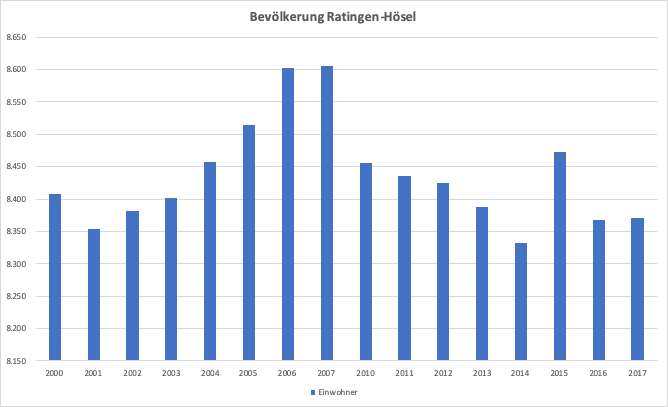
Einwohnerentwicklung von Ratingen-Hösel

Die Einwohnerzahl von Hösel stieg erst nach dem Zweiten Weltkrieg deutlich an, als immer mehr Menschen aus Düsseldorf und Essen Hösel als ruhigen und dennoch günstig gelegenen Wohnort entdeckten. Nach einem Rückgang der Einwohnerzahl zum Ende des 20. Jahrhunderts wächst die Einwohnerzahl inzwischen bedingt durch die Ausweisung neuer Baugebiete wieder an.
| Jahr | Einwohner                 |
| ---- | ------------------------- |
| 1817 | 0517                      |
| 1871 | 0727                      |
| 1905 | 0846 (571 ev., 275 kath.) |
| 1925 | 1534                      |
| 1946 | 2868                      |
| 1950 | 3010                      |
| 1956 | 3323                      |
| 1964 | 4246                      |

| Jahr          | Einwohner |
| ------------- | --------- |
| 2000          | 8407      |
| 2001          | 8354      |
| 2002          | 8382      |
| 2003          | 8402      |
| 2004          | 8457      |
| 2005          | 8515      |
| 30. Juni 2006 | 8545      |
| 2006          | 8602      |

| Jahr | Einwohner |
| ---- | --------- |
| 2007 | 8605      |
| 2010 | 8455      |
| 2011 | 8435      |
| 2012 | 8425      |
| 2013 | 8387      |
| 2014 | 8332      |
| 2015 | 8472      |
| 2016 | 8368      |

| Jahr | Einwohner |
| ---- | --------- |
| 2017 | 8370      |
| 2018 | 8441      |
| 2021 | [0]8472   |

Daten: Stadt Ratingen

## Politik

### Bürgermeister
Bis zur Eingemeindung nach Ratingen 1975 waren folgende Politiker Bürgermeister:
- 1929–1933: Wilhelm Straßen
- 1933–1945: Wilhelm Einloos
- 1945–1948: Wilhelm Straßen
- 1948–1949: Johann Gormann
- 1949–0000: Johann Klöckner
- 1949–1964: Hermann Schellscheidt
- 1964–1974: Wilhelm Droste

### Städtepartnerschaften
- Le Quesnoy, Frankreich, 1963–1974 (aufgrund der kommunalen Neugliederung ab 1975 von der Stadt Ratingen fortgeführt)[5]

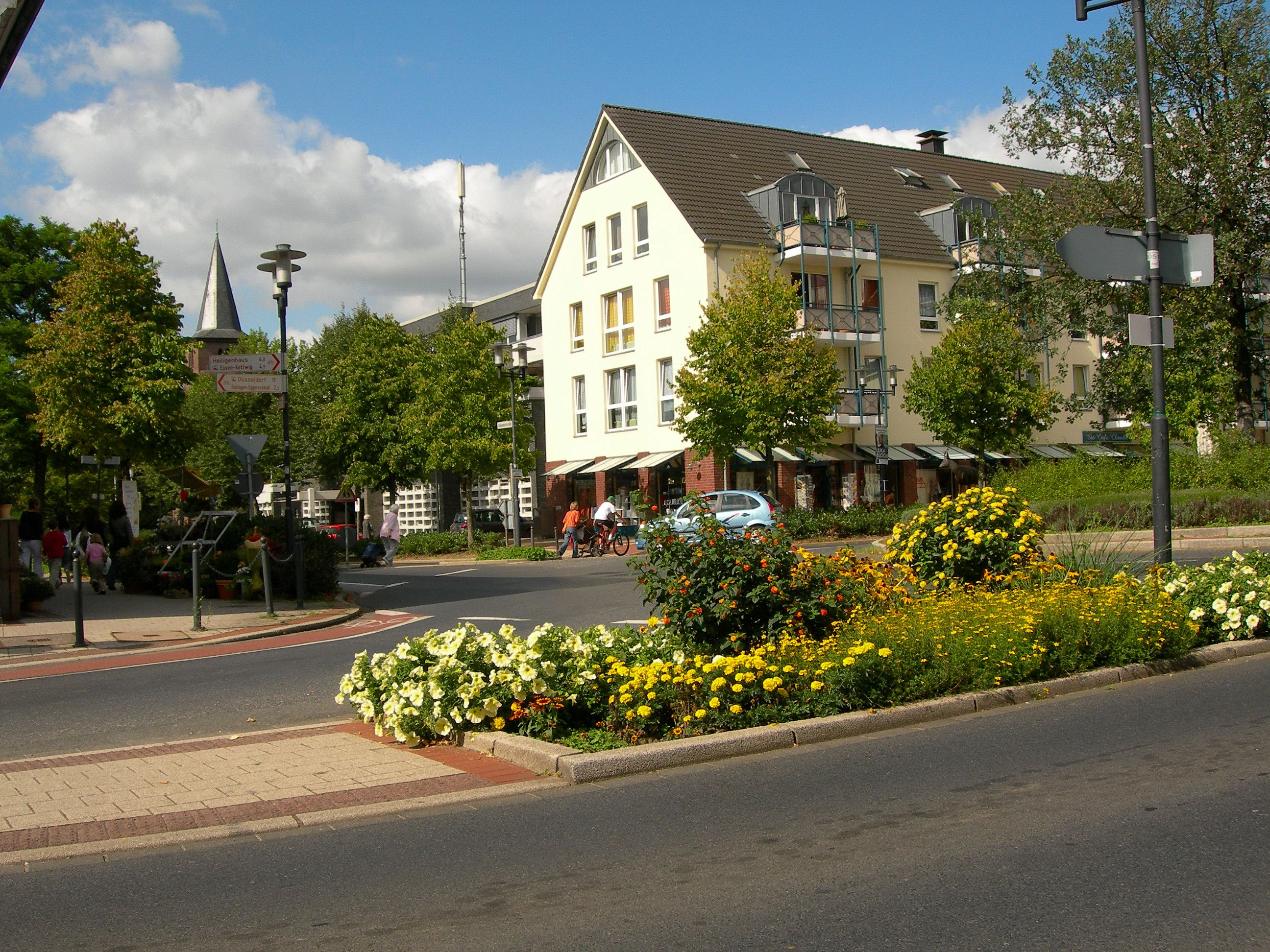
Ortsmitte Hösel mit Kreisverkehr und Hösel Center

## Kultur und Sehenswürdigkeiten

### Kirchen
An der Bahnhofstraße in der Nähe der Ortsmitte steht die 1930 erbaute und 2000 grundlegend renovierte Adolf-Clarenbach-Kirche der evangelischen Gemeinde. Daneben befinden sich der evangelische Kindergarten und das Gemeindehaus mit Bibliothek.
An der Eggerscheidter Straße steht die Kirche der katholischen Pfarrgemeinde St. Bartholomäus. Der ältere Teil der Kirche wurde 1910/11 im neugotischen Stil nach Plänen des Düsseldorfer Architekten Alfred Tepe errichtet. Er wurde von 1961 bis 1963 nach Plänen des Oberhausener Architekten Theodor Scholten mit einem Langhaus ergänzt.

### Stiftung Haus Oberschlesien
Hösel ist Sitz der Stiftung Haus Oberschlesien. Sie unterhält das gleichnamige Haus als Kultur- und Begegnungsstätte sowie das Oberschlesische Landesmuseum, eine zentrale deutsche Einrichtung der Pflege und Präsentation zur Kultur und Geschichte Schlesiens. Das Oberschlesische Landesmuseum bezog 1998 einen modernen Funktionsbau an der Bahnhofstraße (B 227). Laufend finden Sonderausstellungen statt, auch in Polen. Die Entwicklung und Belebung grenzüberschreitender Kontakte ist ein wichtiges zukunftsgewandtes Anliegen der Stiftung Haus Oberschlesien. Im Haus Oberschlesien hat auch die Landsmannschaft der Oberschlesier die Bundesgeschäftsstelle sowie die Landesgeschäftsstelle NRW.

### Knabenchor Hösel

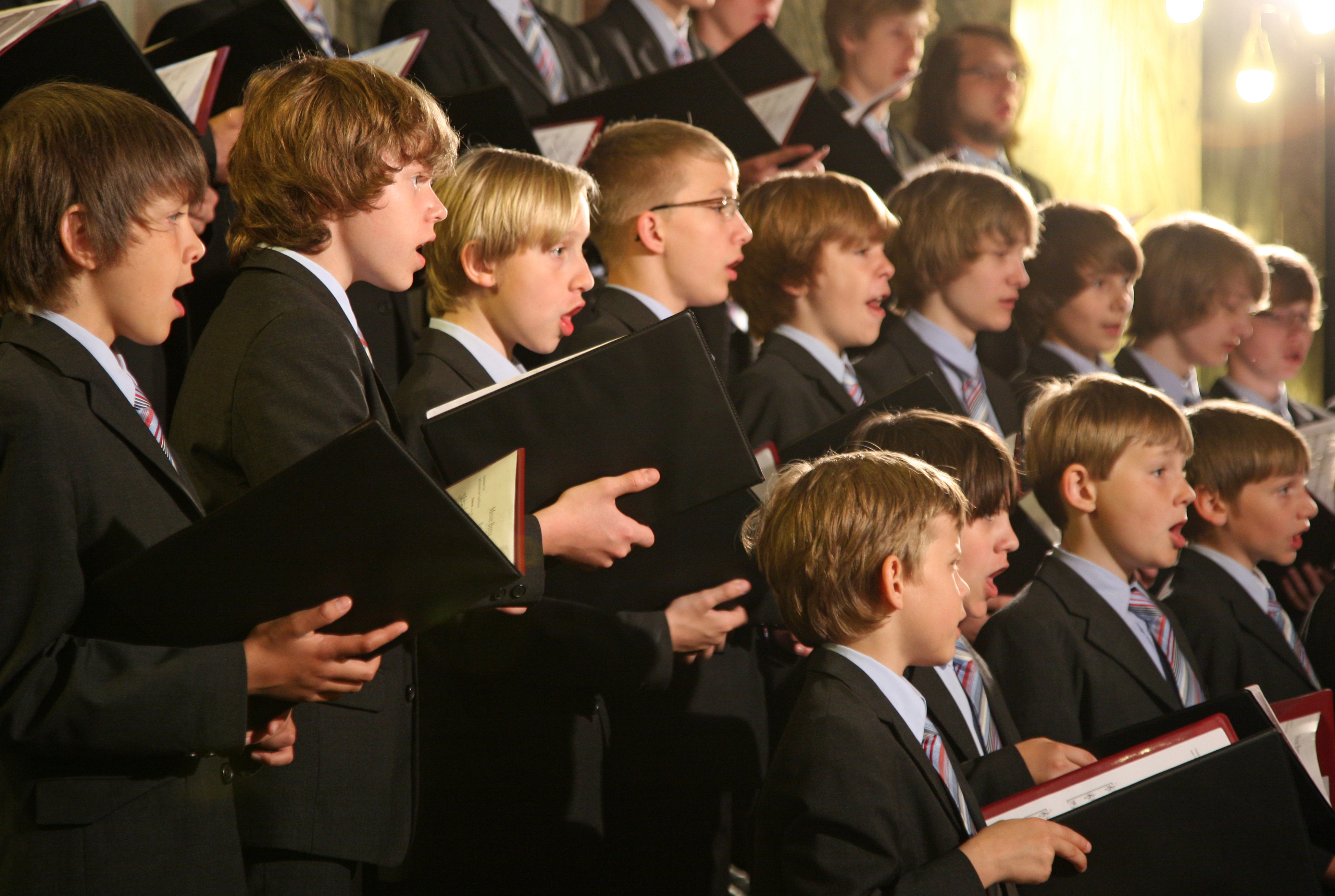
Der Knabenchor Hösel bei einem Auftritt im Aachener Dom im Mai 2011

Logo des Kulturkreises Hösel

Der Knabenchor Hösel ist ein Schülerchor, in dem Jungen der 2. bis 13. Jahrgangsstufe singen. Er entstand im Sommer 2007 aus der Jugendkantorei Hösel. In Ausnahmefällen werden auch jüngere Schüler aufgenommen, wenn ein besonderes Talent besteht. Hauptaufgabe des Knabenchores ist die Gestaltung der Kirchenmusik in der Adolf-Clarenbach-Kirche. Dabei singen die Chorknaben Musik aller Zeitepochen. Künstlerischer Schwerpunkt ist die regelmäßige Aufführung der Werke von Johann Sebastian Bach und Wolfgang Amadeus Mozart im Kirchenjahr sowie die Pflege der Literatur für Chor und Orgel. Der Kantor ist Toralf Hildebrandt.
Der Knabenchor Hösel veranstaltet regelmäßig Konzertreisen, sowohl in Deutschland als auch in anderen Ländern Europas und Nordamerikas. Auftritte fanden z. B. schon in der Thomaskirche in Leipzig, im Reichstag in Berlin, in der St. Patrick’s Cathedral in New York, im Petersdom in Rom, in Notre-Dame de Paris, in Österreich, Polen, in der Schweiz, in Spanien, in Tschechien und Ungarn, sowie in Chicago und Washington statt.

### Kulturkreis Hösel
Als durch die Eingemeindung Hösels nach Ratingen Hösel am Jahresbeginn 1975 die örtliche Volkshochschule ihren lokalen Bildungsauftrag verlor, gründeten 154 Bürger am 18. Februar 1975 den Kulturkreis Hösel e. V., der seitdem regelmäßig kulturelle Veranstaltungen wie den monatlichen „Höseler Treff“, Vortrags- und Diskussionsabende, Lesungen, Konzerte, Museums- und Ausstellungsbesuche, Theaterfahrten und Studienreisen organisiert.

## Wirtschaft und Infrastruktur
Hösels Bebauung besteht weit überwiegend aus Wohnhäusern, mit einem hohen Anteil freistehender Einfamilienhäuser. Andere Bauten dienen fast ausschließlich der direkten Versorgung der lokalen Bevölkerung (zum Beispiel für Geschäfte, Ärzte, Schulen und Kindergärten). Übriges Gewerbe ist nur vereinzelt vorhanden. 

### Verkehr
Die B 227 führt vom Autobahnkreuz Breitscheid durch Hösel nach Heiligenhaus und weiter nach Velbert. Durch den Neubau der A 44 zwischen dem Autobahnkreuz Ratingen-Ost und der Anschlussstelle Heiligenhaus wird eine starke Reduzierung des Verkehrs auf der B 227 erwartet. Die Angerbachtalbrücke ist bereits seit Herbst 2022 fertiggestellt. Mit einer Fertigstellung des fehlenden Abschnitts wird frühestens im Jahr 2025 gerechnet.
Der Bahnhof Hösel liegt an der Stammstrecke der Ruhrtalbahn, auf der nur die S-Bahnlinie S6 Köln-Worringen – Düsseldorf – Ratingen Ost – Essen verkehrt. Drei Buslinien fahren von dort nach Düsseldorf-Kaiserswerth (Linie 751 über Lintorf und Angermund), Velbert (Linie 770 über Heiligenhaus) und Ratingen (Linie 773 über Eggerscheidt). Die Taxibus-Linie O14 fährt nach Breitscheid. Am Wochenende verkehrt die Discobuslinie DL1 nach Ratingen Ost.
In einer Bauzeit von etwa achtzehn Monaten wurde der Bahnübergang der B 227 durch eine Brücke ersetzt. Im Dezember 2011 wurde diese für den Verkehr freigegeben.
Von 1899 bis 1923 verkehrte eine Kleinbahn zwischen Hösel und Heiligenhaus.
An der Autobahn A3 liegt die Raststätte Hösel in nördlicher Fahrtrichtung kurz vor dem Autobahnkreuz Breitscheid.

### Industrie
Hösel besitzt inzwischen fast keine Industrie mehr. Bis in die 1980er Jahre befand sich an der Stelle, wo nun das Hösel-Center steht, die Spiegel-Fabrik der Firma Wagener. 

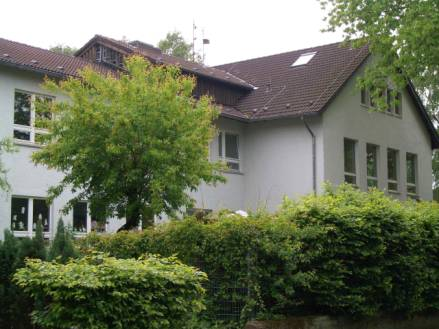
Wilhelm-Busch-Grundschule

### Schule
Hösel besitzt eine Schule, die Wilhelm-Busch-Grundschule. Sie ist die nach Schülerzahl größte Grundschule in Ratingen. Seit dem Schuljahr 2007/2008 ist die Schule eine offene Ganztagsschule. Zum Schuljahr 2008/2009 wurde dafür ein Erweiterungsbau entlang der Bahnhofstraße fertiggestellt.

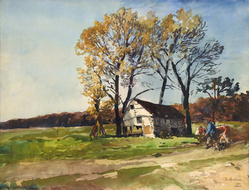
Landschaft bei Hösel im Frühjahr, Gemälde von Gregor von Bochmann, 1910

## Persönlichkeiten
- Marie Dücker (1847–1947), deutsch-baltische Malerin
- Gregor von Bochmann (1850–1930), Maler und Zeichner
- Hugo Henkel (1881–1952), Chemiker und Industrieller
- Fritz-Aurel Goergen (1909–1986), Industrie-Manager
- Wolf von Niebelschütz (1913–1960), deutscher Schriftsteller und Historiker
- Fritz Rupprecht Mathieu (1925–2010), Designer des Apotheken-Logos
- Wilhelm Droste (1933–2020), Bürgermeister von Hösel und Landtagsabgeordneter
- Oskar Pawelski (1933–2023), Metallurge und Hochschullehrer
- Dorothée Haeseling (* 1944), Grafikerin und Schriftstellerin
- Wilhelm Droste (* 1960), Landtagsabgeordneter

## Galerie

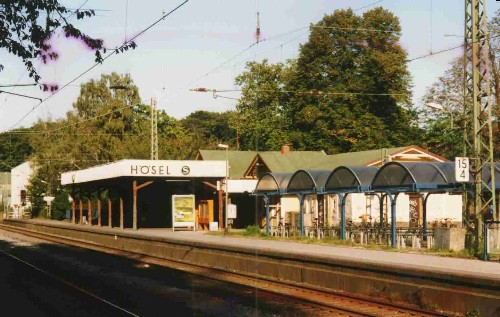
Bahnhof Hösel, 1997
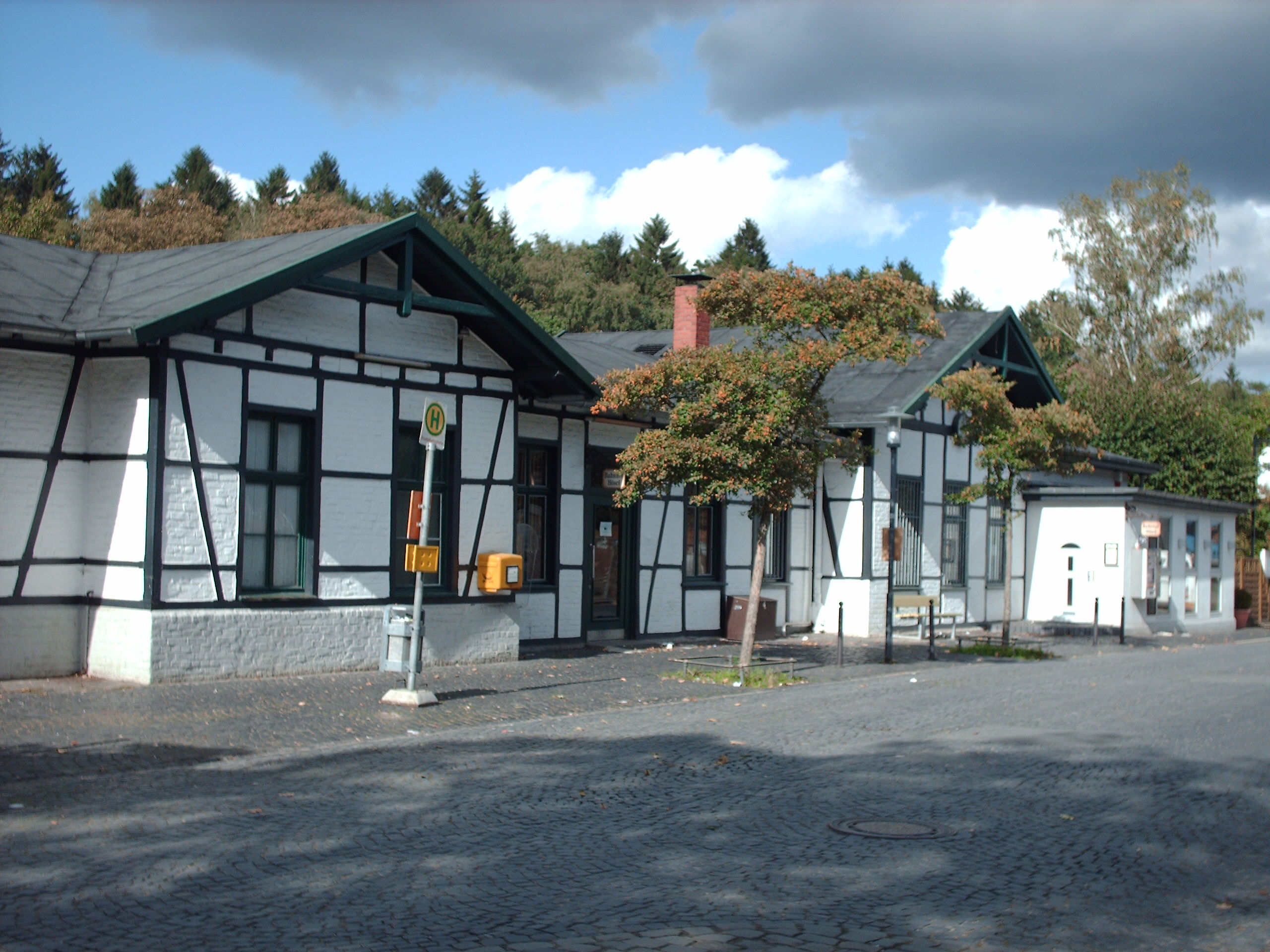
Bahnhof Hösel, 2007
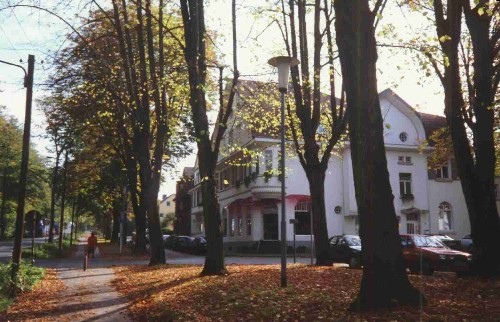
Höseler Cafehaus, 1993
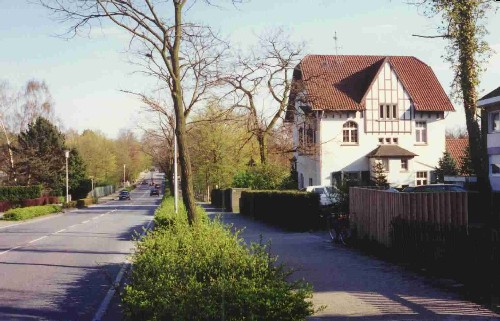
Bahnhofstraße, 1994
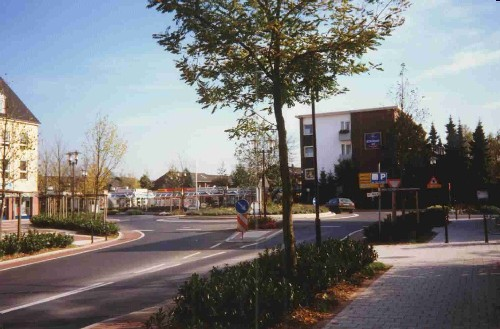
Ortsmitte, 1993
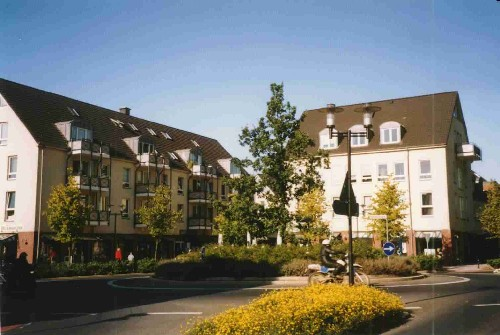
Ortsmitte, 1997
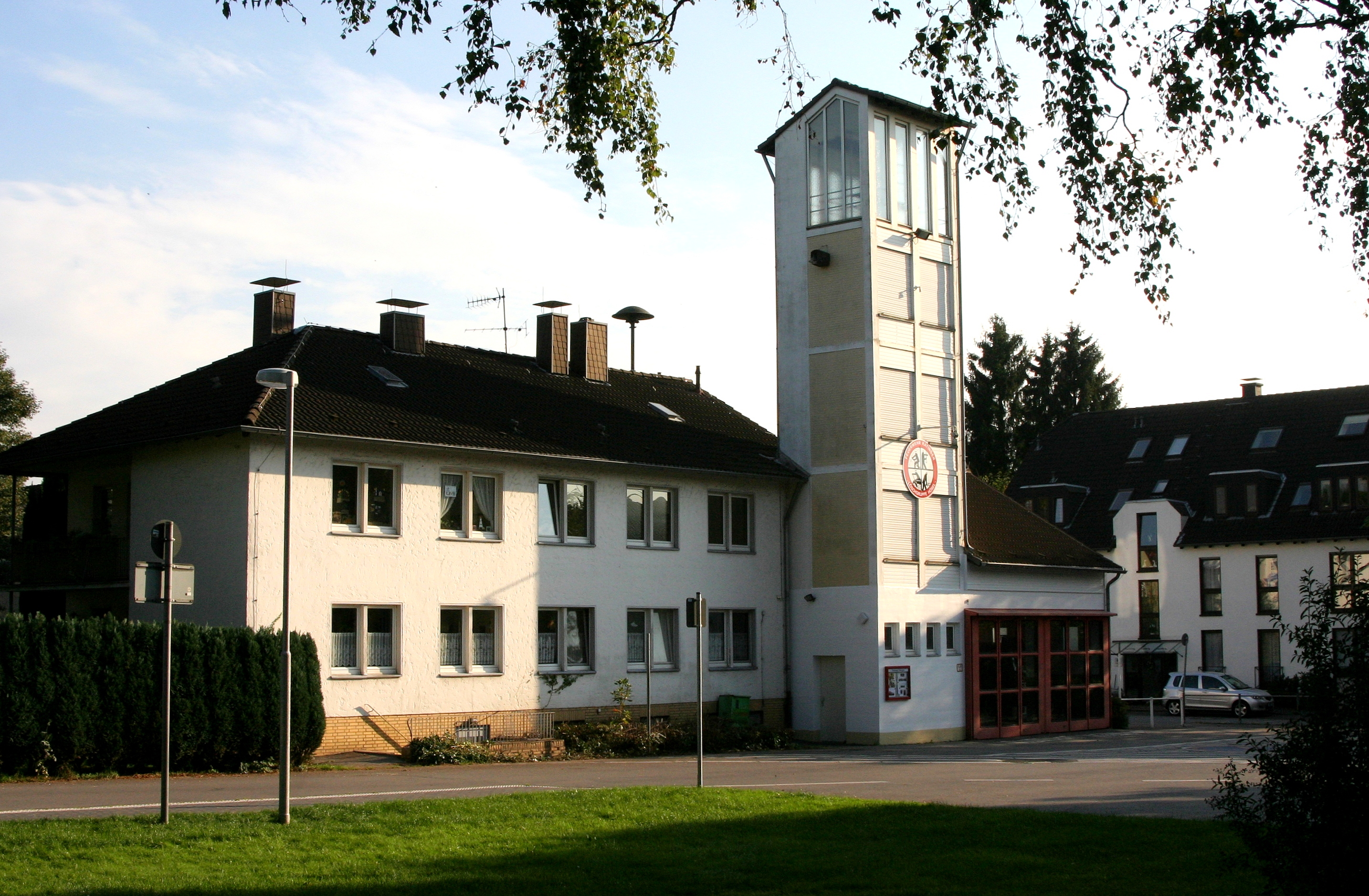
Feuerwehrhaus, 2006
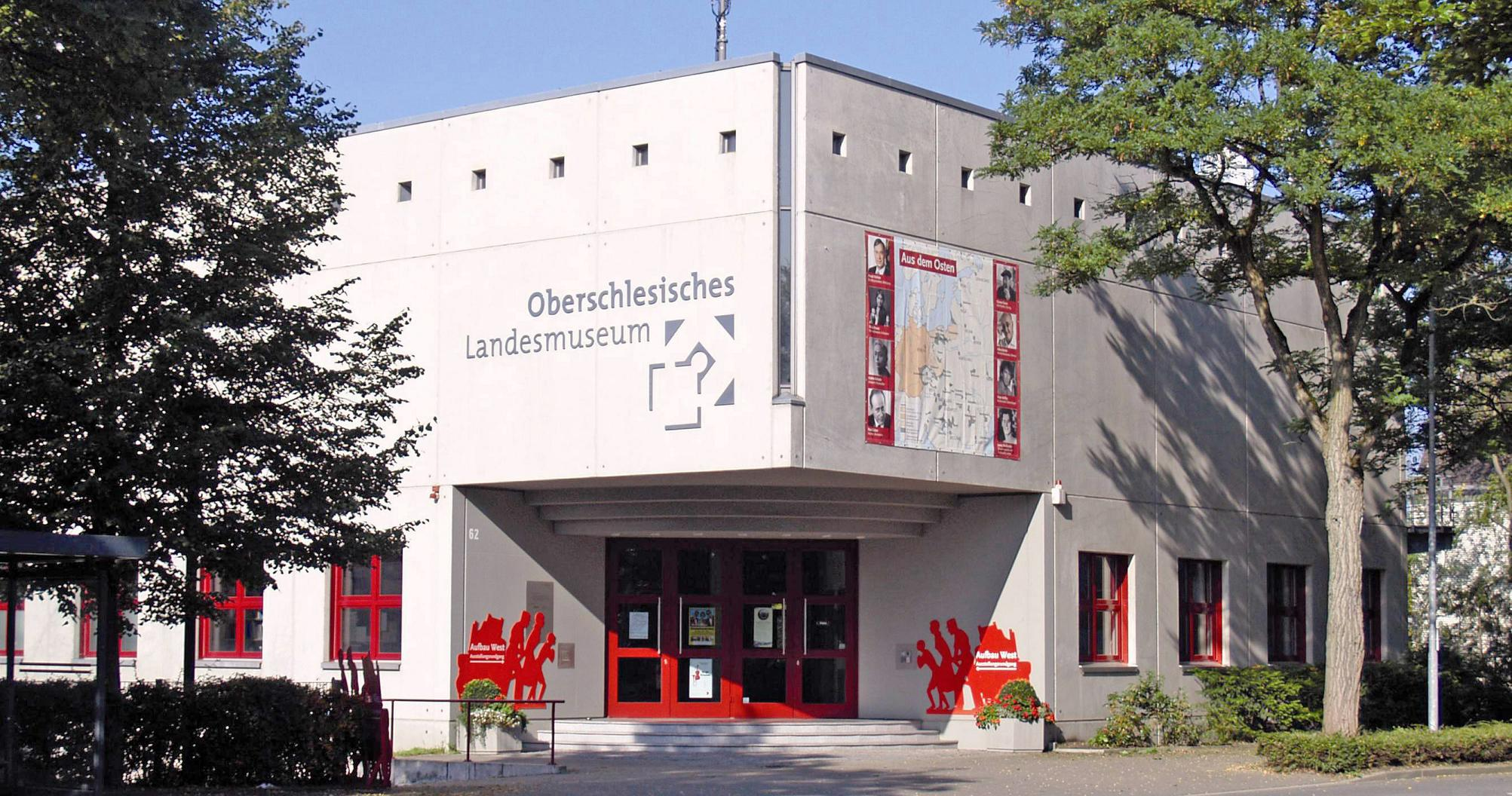
Oberschlesisches Landesmuseum, 2007